# Nicolás Marty Decker
Nicolás Ignacio Marty Decker (* 28. Februar 2005) ist ein chilenisch-deutscher Basketballspieler.

## Werdegang
Im Sommer 2022 fand Marty Decker Aufnahme in das Zweitligaaufgebot der Paderborn Baskets, nachdem er zuvor bereits für Jugendmannschaften des Vereins gespielt hatte. Ende September 2022 bestritt er seinen ersten Einsatz in der 2. Bundesliga ProA. Er musste mit der Mannschaft 2024 den Abstieg aus der zweithöchsten deutschen Spielklasse hinnehmen.

### Nationalmannschaft
2019 wurde er in die chilenische U14-Auswahl berufen und spielte danach in weiteren Altersklassen für das Land. Im Januar 2023 wurde er vom Deutschen Basketball-Bund zu einem U18-Lehrgang eingeladen.